# 蓬萊橋 (大井川)

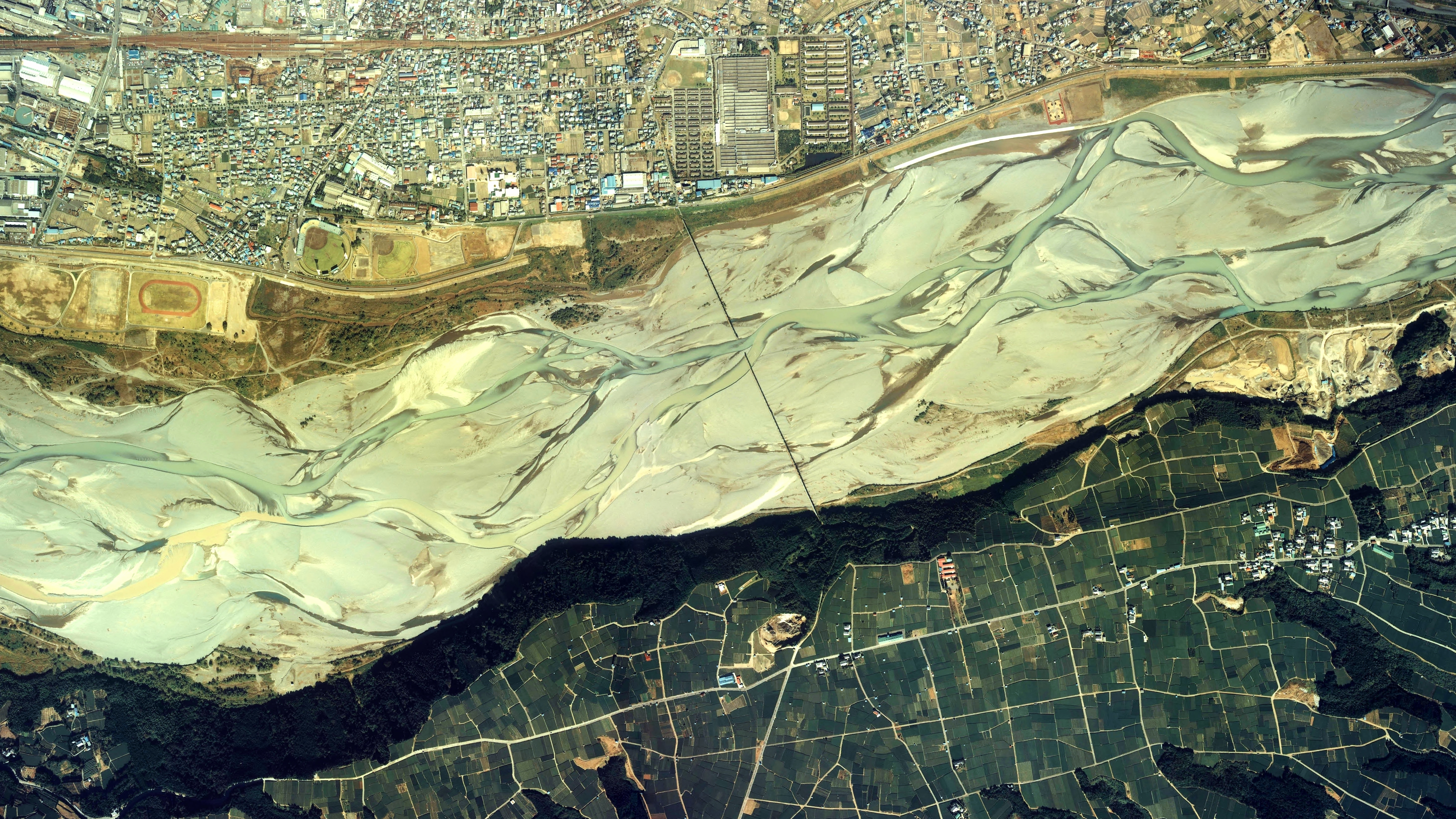
蓬萊橋周辺の空中写真。画像左側が上流、右側が下流方向。画像中央付近、大井川の河原を横切る細い線のように見えるのが蓬萊橋。この画像撮影時、橋中央の一部が流出し欠損している。画像左上にある駅は島田駅。川の南岸は牧之原台地。蓬萊橋上流北岸にある野球場グラウンド等と比較すると、大井川の河川敷の広大さがよく分かる。1983年撮影の3枚を合成作成。
。

蓬萊橋（ほうらいばし）は、静岡県島田市の大井川に架けられた木造人道橋（歩行者と自転車の専用橋）。
全長は897.422メートル、巾2.7メートル。1879年（明治12年）に架けられ、1997年（平成9年）に「世界一長い木造歩道橋」としてギネス世界記録に認定された。

## 解説
法律上は農道に分類され、島田市役所農林課の所掌である。渡るのは有料で、橋番に100円（2024年時点）を払う必要があり、地元住民も通行するが多くは観光客で、たもとには茶屋もある。テレビドラマや時代劇のロケーション撮影にも使われる。
渡し板はすべて木製で、歩行者と自転車のみが通れるが、支える橋脚は鉄筋コンクリート製である。「897.4 mの長い木橋」にかけて「厄なしの長生き橋」ともいわれる。橋名は、徳川宗家の主で静岡藩主（知藩事）でもあった徳川家達が、かつての家臣たちの激励のために訪れた時に、牧之原台地を、宝の山を意味する「蓬萊山」に例えたことに由来する。
沼久保地区水辺の楽校（ぬまくぼちくみずべのがっこう）が、大井川沼久保の河川敷、蓬莱橋のたもとを入った場所に設けられている。場所は富士宮市にあたり、この地で実施されていた地域の自然・歴史・文化等の総合的な学習を目的とした富士山学習を念頭に、国土交通省と富士宮市が2007年（平成19年）から施設整備に着手し、2010年（平成22年）8月に完成。

## 歴史
江戸時代、大井川は東海道最大の難所として知られていたが、様々な目的から架橋や渡船は許されておらず、川を渡るためには川越人足に頼るしかなかった。幕末争乱において大政奉還を表明して江戸幕府最後の征夷大将軍となった徳川慶喜に代わり、家達が家督を継ぎ、静岡藩が立てられた。旧幕臣が茶畑として開拓した牧之原台地と、東海道の島田宿を結ぶために、1879年（明治12年）に架けられたのが蓬萊橋である。架設後の橋は大井川の氾濫で幾度も被害を受けたため、1965年（昭和40年）に橋脚部分だけはコンクリート製にする改造を受けている。
川下側に鉄筋コンクリート製の新橋である島田大橋（静岡県道34号島田吉田線）が架けられてからは、地元の人たちは島田大橋を利用するようになり蓬萊橋の交通量がほとんどなくなったが、1997年（平成9年）12月30日に「世界最長の木造歩道橋」としてギネス世界記録に認定されてからは観光客たちが訪れるようになった。

### 年表
- 明治12年（1879年）1月13日：完成。
牧之原台地の開拓農民らの出資により建てられ、関係者以外からは通行料金をとったことから、現在も賃取橋（有料）である。
- 昭和40年（1965年）：橋脚がコンクリートパイル化される。
- 平成9年（1997年）12月30日：ギネスブックに「世界一の長さを誇る木造歩道橋」として認定。
- 平成30年（2018年）3月：物産販売所「蓬萊橋897.4（やくなし）茶屋」と勝海舟の銅像が完成した[9]。

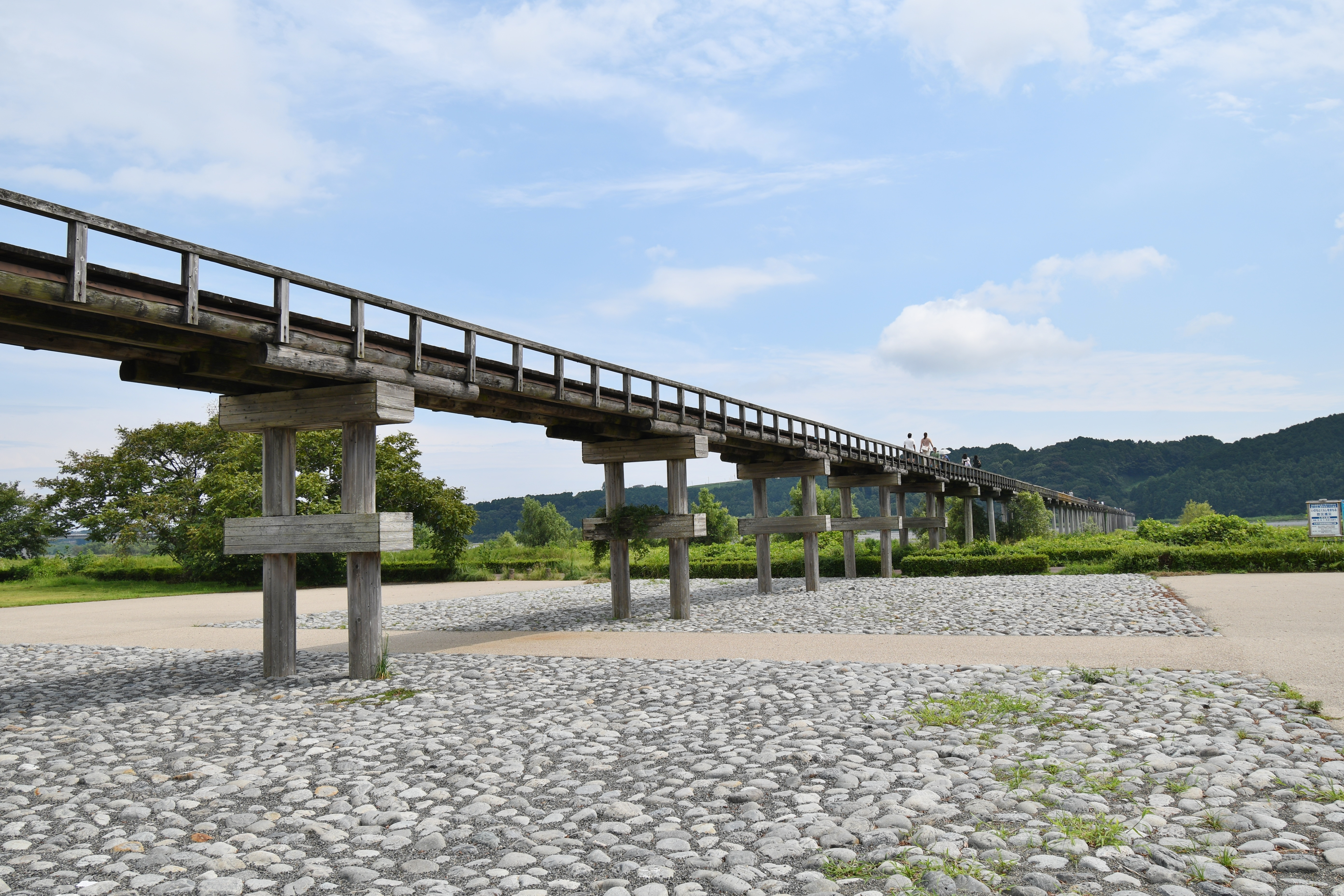
橋脚
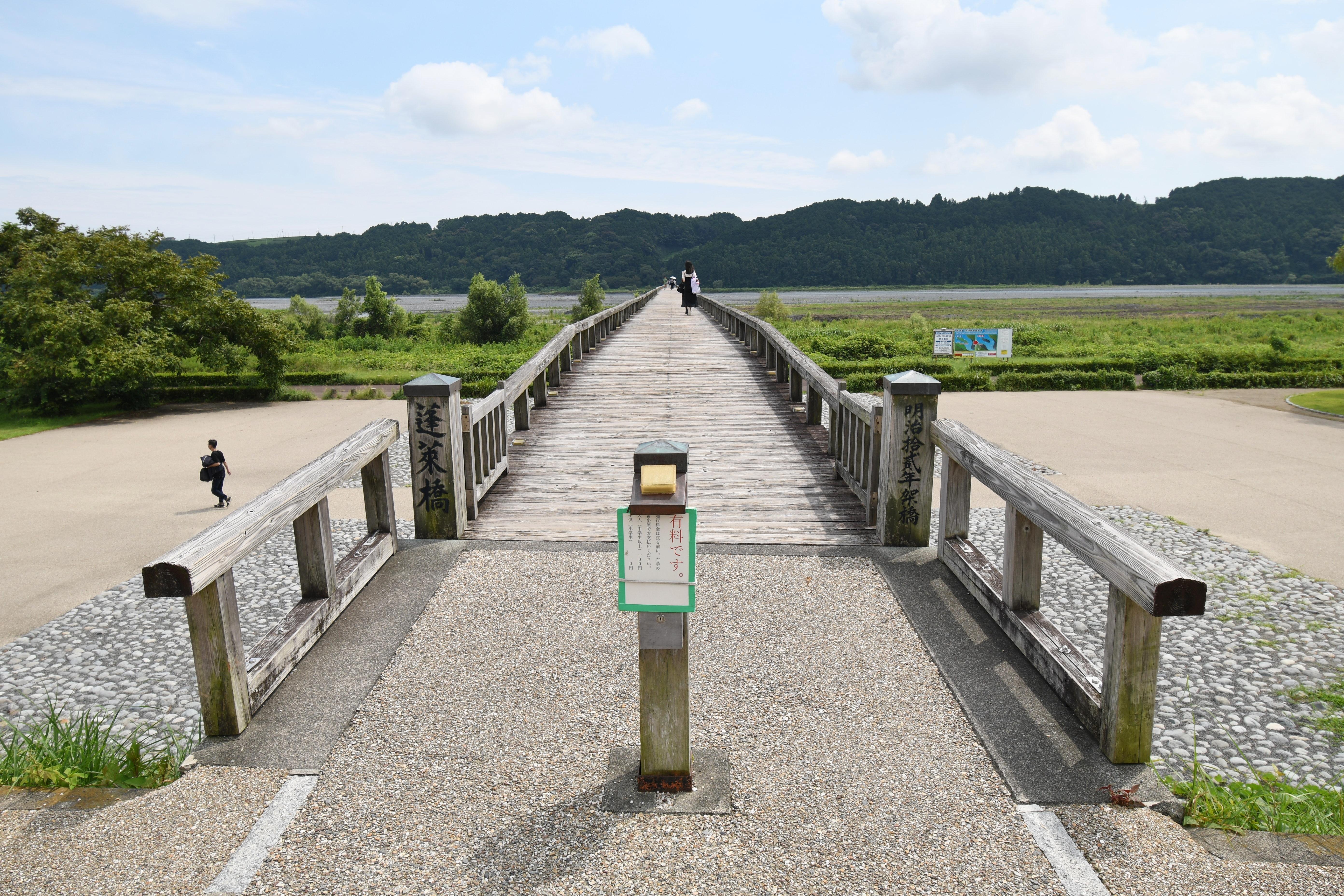
北側橋端
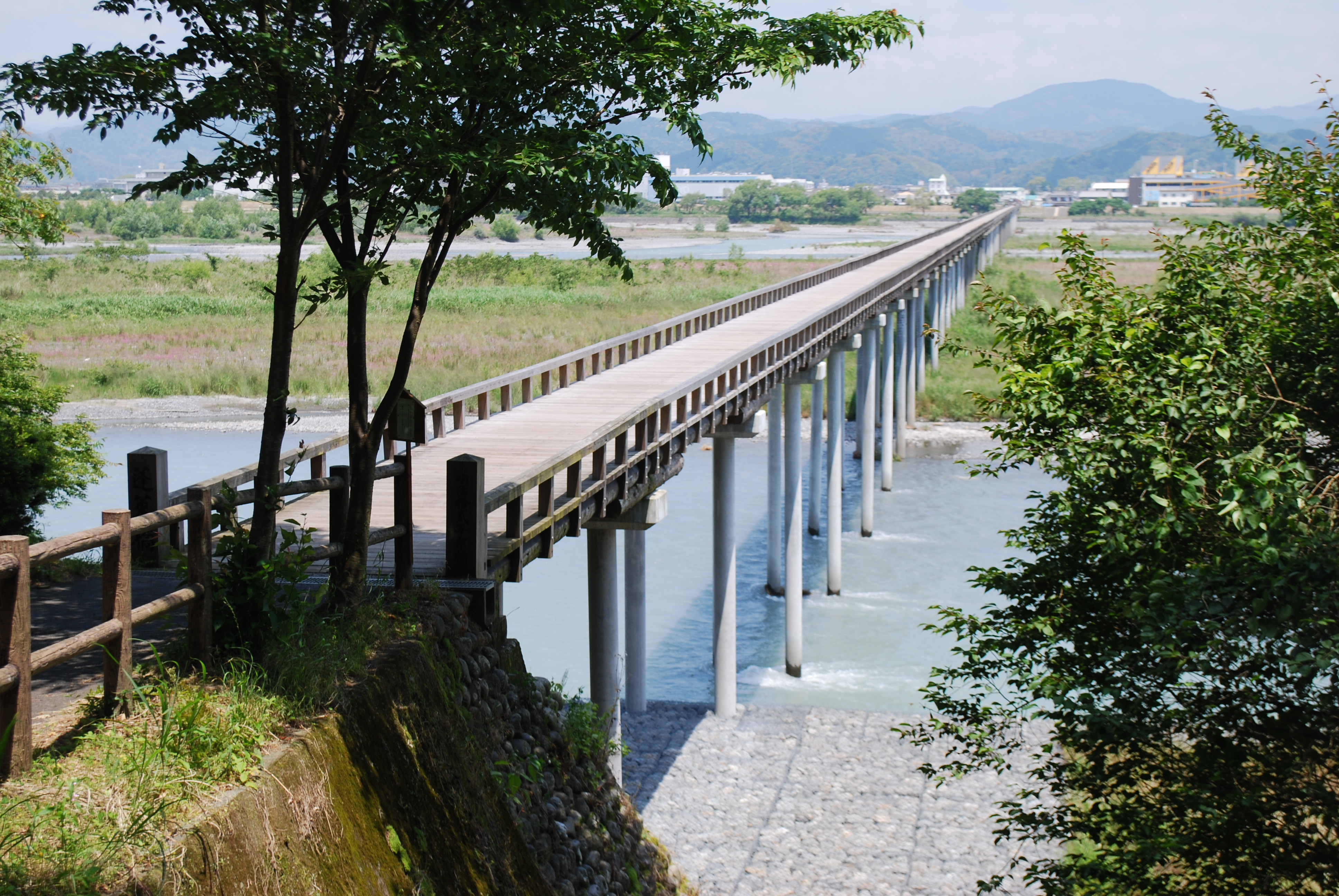
全景（南岸から）
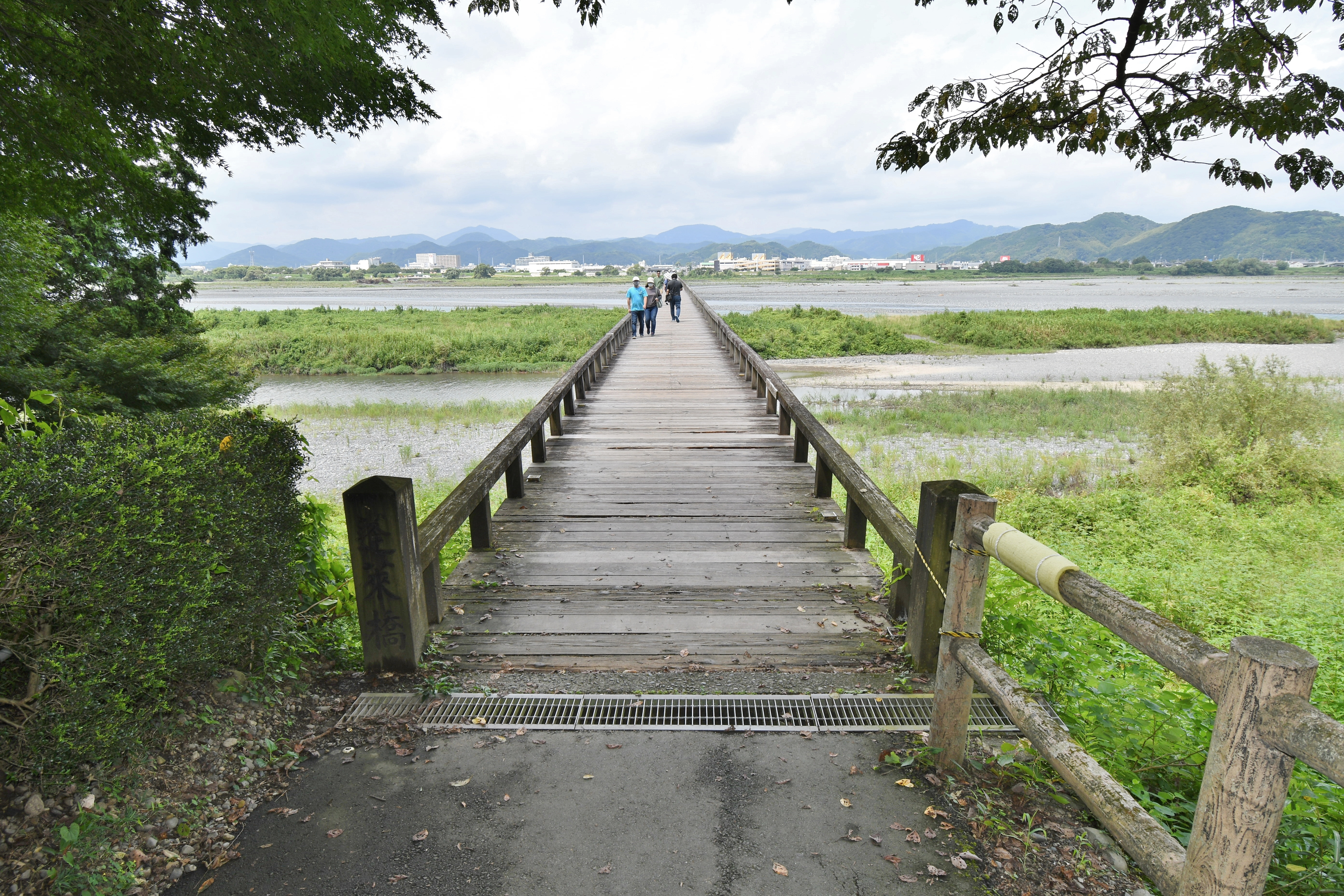
南側橋端
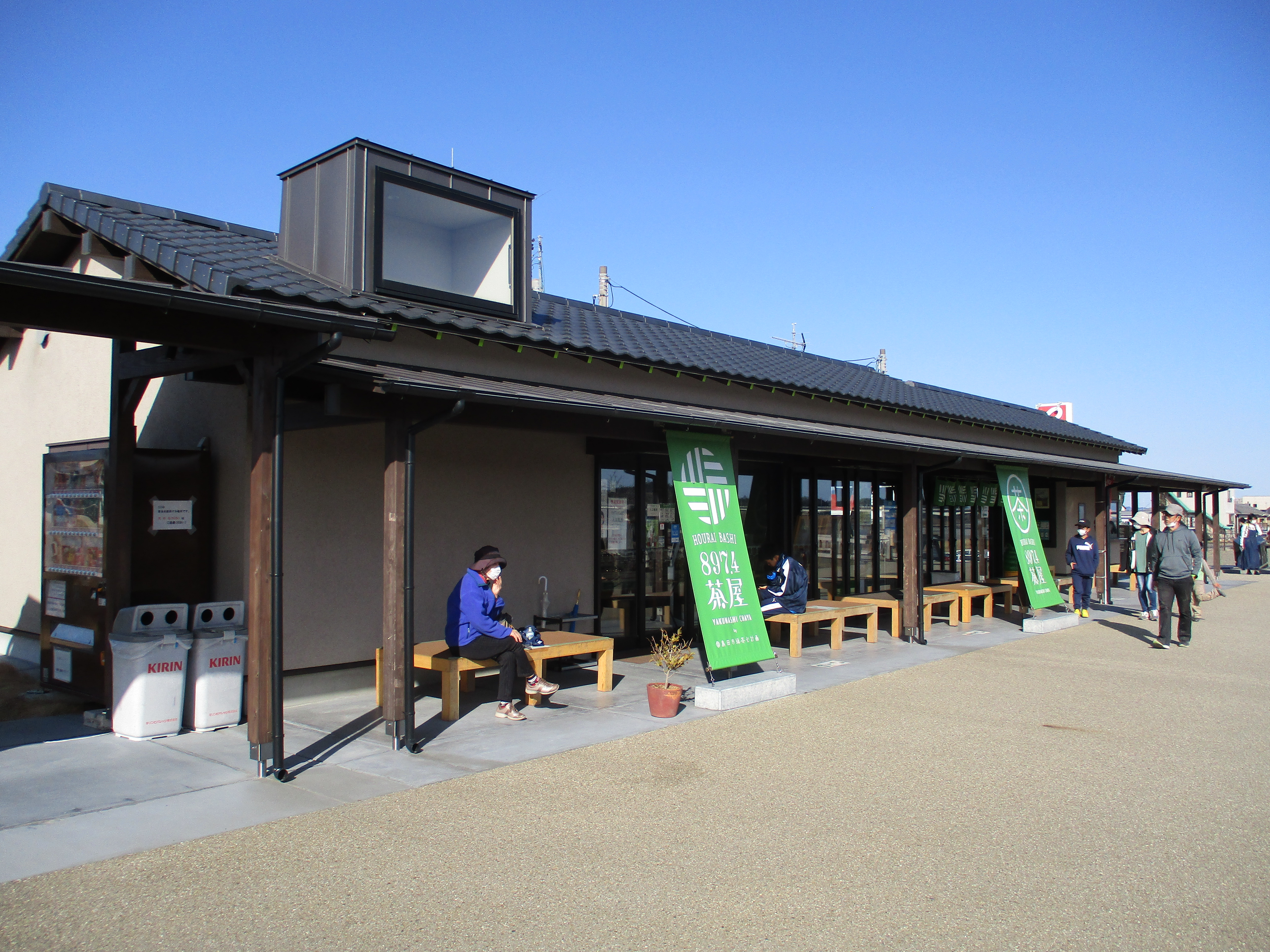
蓬萊橋897.4茶屋
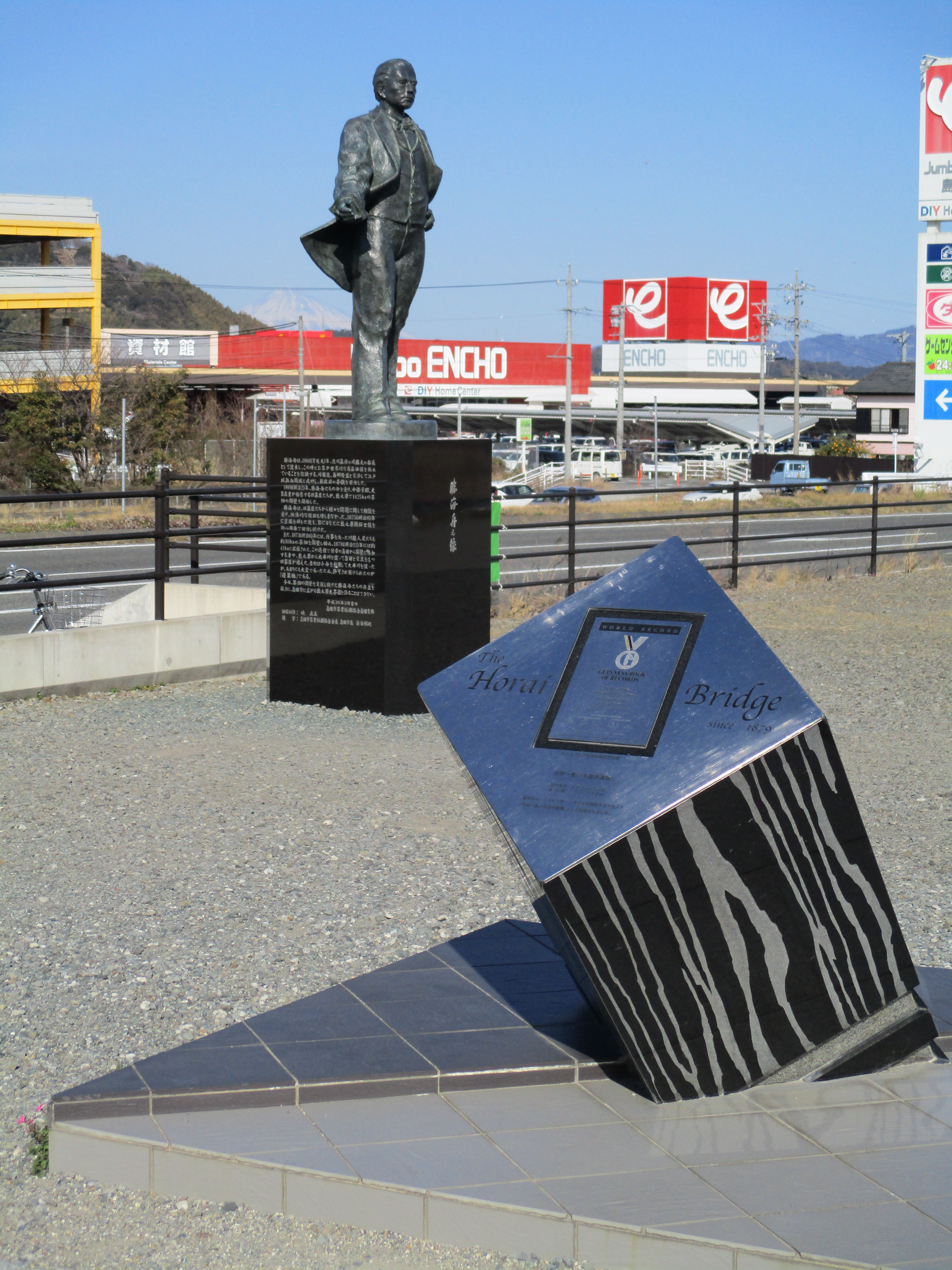
勝海舟の銅像とギネス認定モニュメント

## 通行料金
維持管理のため蓬萊橋の通行は有料であり、以下の通行料金が発生する（2022年現在）。
- 歩行者・大人：100円
- 歩行者・小学生以下：10円
- 自転車：100円

料金は8時30分から17時までは橋手前の番小屋にて支払い、その他の時間帯は無人のため料金箱に投入する。

## 通行規制・制限
かつてはリヤカー、オートバイも通行できたが老朽化のため通行が禁止され、現在は歩行者と自転車だけが通行できる。

## 崩落・流失被害

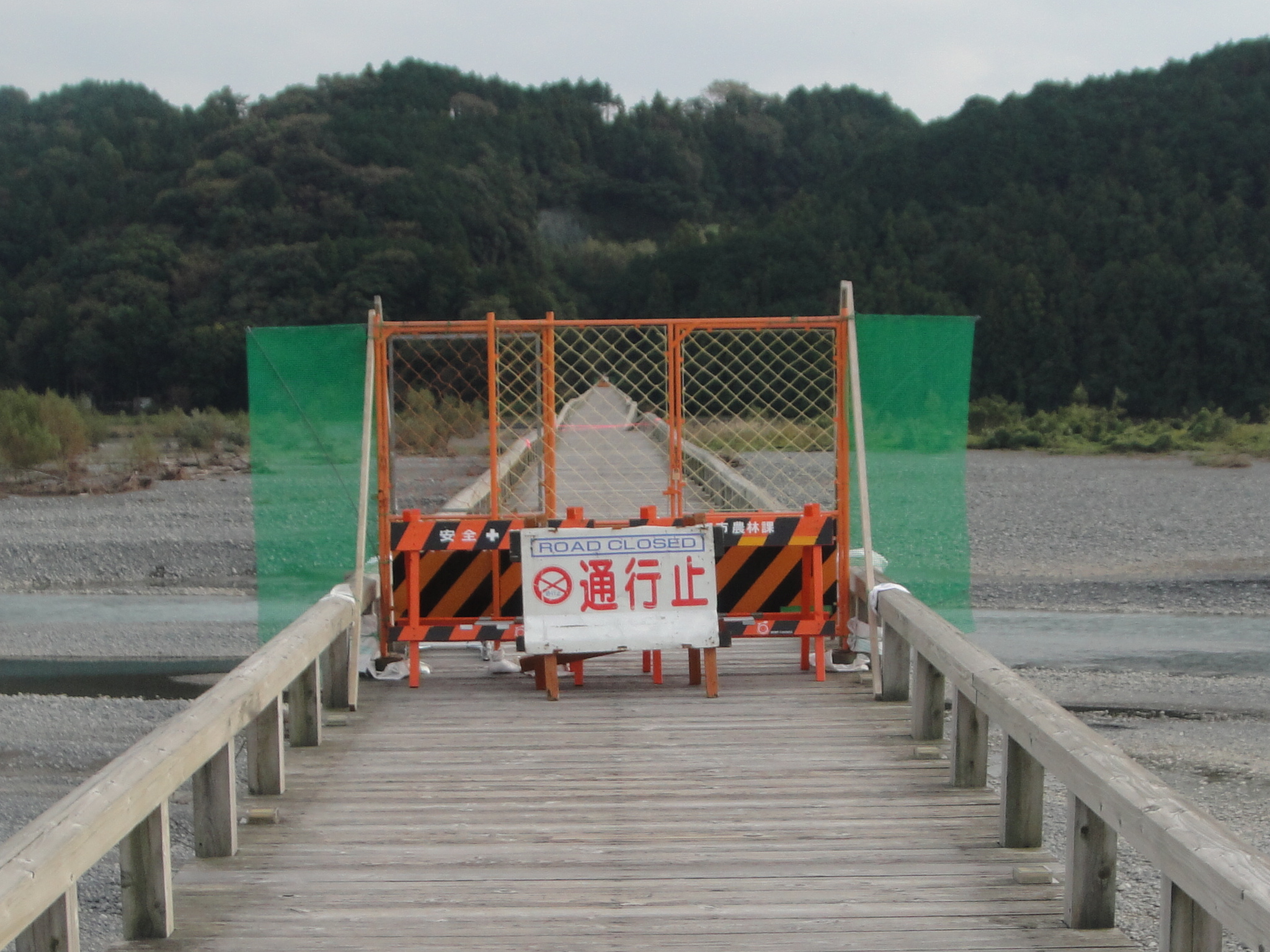
台風に伴う通行止め
（2011年11月）

蓬萊橋は度々崩落・流失の被害に遭った。以下に近年の事例を挙げる。
2000年（平成12年）9月、台風による増水で橋脚が流失、約550 mの区間が通行止めとなる。翌年（2001年）4月に復旧完了。
2003年（平成15年）8月、台風10号の影響で橋脚が流失する。翌年（2004年）3月に復旧し全面開通。
2007年（平成19年）7月15日、台風4号の影響で橋の一部（右岸側の約70m）が崩落、橋脚ごと流失し通行不能となった。同年8月24日、大井川左岸からおよそ500mまでの区間は開放された。翌2008年（平成20年）3月25日、復旧工事完了により午前9時より全面開通された。復旧にかかった費用は3880万円であった。
2011年（平成23年）9月4日から5日にかけて台風12号の影響で橋脚3脚が流失し、通行不能となる（平成に入って9度目）。加えて、復旧が進まないうちに同月の台風15号の影響によってさらに橋脚が流出した。翌2012年（平成24年）3月に修理が完了し、3月31日に開通式が行われた。

## 蓬萊橋が登場する作品
- 『蓬萊橋』：山本譲二の演歌
- 『ゴールデンタイム』：主人公・多田万里の思い出の橋。
- 『ゆるキャン△』：原作漫画11巻63話、アニメ3期6話にて登場。
- 『超高速!参勤交代』：当初、京都府八幡市の木津の流れ橋でロケの予定が、流れ橋が台風で流され、急きょ蓬萊橋で撮影された。
- 『男はつらいよ 噂の寅次郎』：寅さんが旅の僧（大滝秀治）とすれ違う。
- 『とと姉ちゃん』
- 『永遠の0』：テレビ東京開局50周年特別企画のテレビドラマ。
- 『ツィゴイネルワイゼン』：1980年の鈴木清順監督映画。